# Nesel
Nesel (persiska: نِشِل, نِشَل, نسل) är en ort i Iran.   Den ligger i provinsen Mazandaran, i den norra delen av landet, 100 km öster om huvudstaden Teheran. Nesel ligger 2 373 meter över havet och antalet invånare är 251.
Terrängen runt Nesel är varierad. Nesel ligger nere i en dal. Runt Nesel är det ganska glesbefolkat, med 23 invånare per kvadratkilometer. Närmaste större samhälle är Nowsar, 17,4 km väster om Nesel. Trakten runt Nesel består i huvudsak av gräsmarker.